# Ruggiero Giovannelli
 (août 2025).
Ruggiero Giovannelli (né à Velletri, près de Rome vers 1560 et mort à Rome le 7 janvier 1625) est un compositeur italien de la fin de la Renaissance et du début de la période baroque.  Appartenant à l'école romaine, il est le successeur de Palestrina à la Cappella Giulia de basilique Saint-Pierre-de-Rome, puis nommé maestro di cappella de la chapelle Sixtine en 1614.

## Biographie
Il est probable qu'il ait été l'élève de Palestrina, même si aucune source ne le confirme. L'hypothèse est toutefois crédible au regard de la parenté stylistique marquée entre les œuvres des deux compositeurs, mais aussi par les liens étroits qu'ils ont tous deux développés dans leurs fonctions artistiques au Vatican.
Bien qu'il ait été un excellent ténor et qu'il ait eu des responsabilités administratives à Rome, peu de choses sont connues au sujet de Giovannelli jusqu'en 1583, année où il est nommé maître de chapelle (maestro di cappella) de l'église Saint-Louis-des-Français de Rome, un poste qu'il occupe jusqu'en 1591. Il est ensuite affecté au Collegio Germanico, un séminaire pontifical.
Le 12 mars 1594 lui échoit, en remplacement de Palestrina, le titre convoité de maestro di cappella de la Cappella Giulia. Il conserve cette fonction jusqu'à ce qu'il soit nommé, le 7 avril 1599, chanteur (ténor) dans le Chœur de la chapelle Sixtine, dont il deviendra le maestro di cappella en 1614.
Il prend sa retraite en 1624 et meurt l'année suivante.
Pour l'essentiel, les nombreuses compositions sacrées de Giovannelli sont restées à l'état de manuscrit. Fidèle aux principes de l'école romaine, le compositeur y observe un style conservateur, très proche de l'écriture du Palestrina des premières années. Il serait vain toutefois de l'accuser de facilités, car il ne recule pas devant la complexité : la polyphonie employée ne manque jamais de vigueur et plusieurs de ses messes et motets sont à 8, 10, voire 12 voix. Les œuvres composées après 1600 laissent même place à des expériences et des innovations techniques (concertato, basse continue) en phase avec la musique baroque naissante.
En marge de ses activités au Vatican, Giovannelli a, de façon assez surprenante, écrit et publié un grand nombre de pièces de musique profane, des madrigaux, canzonettas et villanellas, plusieurs sur des textes de Jacopo Sannazaro, Giovanni Battista Guarini et Le Tasse, où se perçoivent les influences conjuguées des compositeurs d'Italie du Nord et de Luca Marenzio, le grand madrigaliste lombardien qui séjourna à Rome.

## Œuvres

### Musique sacrée
- 3 canzonette spirituali (1586)
- Sacrarum modulationum … liber primus, Rome, (1593)
- Motecta … liber secundus, Venise (1604)
- 16 composizioni sacre su testo latino (1592; 1599; 1600; 1607; 1609; 1614; 1615; 1616; 1618)
- Messe Iste est qui ante Deum
- Messe Sicut lilium inter spinas
- Messe Vestiva i colli
- Messe Cantantibus organis
- 28 mottetti, alcuni con basso continuo

### Musique profane
- Gli sdruccioli … Il primo libro de madrigali, Rome (1585)
- Il primo libro de madrigali, Venise (1586)
- Il primo libro delle villanelle et arie alla napolitana, Rome (1588)
- Gli sdruccioli … libro secondo,… con una caccia in ultimo, Venise (1589)
- Il secondo libro de madrigali, Venise (1593)
- Il terzo libro de madrigali, Venise (1599)
- Canzonette, con intavolatura per il liuto, perduta, citata in Pitoni
- 37 composizioni, dans divers recueils collectifs parus entre 1582 et 1609
- 3 motets pour voix égales
- Carmina Sacra; 17 motets pour 3 voix égales
- La Terra, che dal fondo
- O Fortunata Rosa
- Tu nascesti

## Sources
- (en) Ruth Dedford (dir.), The New Grove Dictionary of Music and Musicians, Londres, Macmillan, 1980 - Article Ruggiero Giovannelli
- (en) Gustave Reese, Music in the Renaissance, New York, 1954